# 페퍼 경부
페퍼 경부(ペッパー警部 페파 게이부[*])는 2008년 9월 24일에 발매된 모닝구무스메의 서른일곱 번째 싱글이다.

## 개요
- 초회한정반 A, B, 통상반 등 3종류로 발매되었다. 초회한정반 A의 DVD에는 자켓 촬영 메이킹과 인터뷰가 수록되었으며, 초회한정반 B에는 미니 포토북이 수록되었다. 또한 초회한정반 A, B, 통상반에는 이벤트 추첨 시리얼 넘버 카드가 봉입되었다.

- 핑크 레이디의 데뷔 싱글곡 "페퍼 경부"의 커버곡이며, 인트로와 간주를 제외하고 원곡과 가깝게 편곡하였다.

- 커플링곡 역시 이시와키 히로미의 두 번째 싱글 "로맨스"를 커버하였다.

- 커플링곡 포함 층쿠♂가 작사, 작곡에 참여하지 않은 싱글 작품은 인디즈 데뷔곡 "사랑의 씨앗" 이후 처음이다.

## 수록곡
1. ペッパー警部
작사 : 아쿠 유 / 작곡 : 도쿠라 슌이치 / 편곡 : 사사모토 야스시
2. ロマンス
작사 : 아쿠 유 / 작곡 : 쓰쓰미 교헤이 / 편곡 : 도이 마나오
3. ペッパー警部 (Instrumental)

## 차트
- 주간최고순위 3위 (오리콘 차트)
- 2008년 연간순위 159위 (오리콘 차트)
- 등장 횟수 6회 (오리콘 차트)